# Prosopocoilus astacoides blanchardi
Prosopocoilus astacoides blanchardi – podgatunek chrząszcza z rodziny jelonkowatych i podrodziny Lucaninae.

## Taksonomia
Takson ten został opisany w 1873 roku przez Frederica J.S. Parry'ego jako osobny gatunek Metopodontus blanchardi. Później rodzaj Metopodontus włączony został do Prosopocoilus jako podrodzaj. W 1994 Mizunuma i Nagai obniżyli ten takson do rangi podgatunku Prosopocoilus astacoides i tak jest traktowany między innymi przez Kima i Kima, jednak baza BioLib.cz podaje go jako osobny gatunek Prosopocoilus blanchardi.

## Opis
Głowa, żuwaczki i przedplecze pomarańczowe do rudobrązowych, zaś tył ciała wraz z pokrywami jasnożółtawobrązowy do pomarańczowego. Odnóża żółtawobrązowe do rudobrązowych z czarnymi zgięciami. Golenie środkowych i tylnych odnóży mają po jednym bocznym kolcu. Po bokach przedplecza obecna czarna kropka. Samiec osiąga długość od 26,2 do 66,7 mm i ma silnie rozwinięte, łukowato nieco zakrzywione do wewnątrz żuwaczki, uzbrojone w jeden ząb główny (może być nieobecny u małych osobników) i 4-5 zębów mniejszych po wewnętrznej stronie każdej. Samica osiąga długość od 24,2 do 31,2 mm i ma krótkie, łukowato nieco zakrzywione do wewnątrz żuwaczki opatrzone pojedynczym, tępym zębem pośrodku każda.

## Rozprzestrzenienie
Chrząszcz znany z północnych Chin, Tajwanu, Korei, Mongolii, Wietnamu i Rosji.

## Hodowla
Według B. Harinka jelonek ten nadaje się do hodowli przez początkujących terrarystów. Nie obserwował on kanibalizmu wśród larw przy hodowli w dużym pojemniku. Samice składają jaja w drewnie w stanie białej zgnilizny, które służy za pokarm dla larw.